# Ulica Krucza w Warszawie
Ulica Krucza – ulica w dzielnicy Śródmieście w Warszawie.

## Historia
Ulica została wytyczona ok. 1770. Biegła od zbiegu ulic Mokotowskiej i Pięknej i kończyła się ślepo za ul. Nowogrodzką. Przedłużenie ulicy do Szpitalnej utrudniał podmokły grunt, nazywany potocznie krukiem – stąd nazwa ulicy. W 1823 roku została połączona z nowo przeprowadzoną Drogą Jerozolimską (Alejami Jerozolimskimi).
Ruch budowlany na ulicy rozpoczął się po 1870. Po obu stronach została ona zabudowana kamienicami czynszowymi.
Przed I wojną światową przy ulicy istniało duże skupisko sklepów z tanią konfekcją damską.
W czasie obrony Warszawy we wrześniu 1939 roku w niektórych budynkach wybuchły pożary. W czasie II wojny światowej zabudowa ulicy została zniszczona w blisko 100%. Ocalało kilka kamienic między ulicą Nowogrodzką i Al. Jerozolimskimi.
W 1949 roku ulica została poszerzona do 34 metrów. Wyburzono ruiny wszystkich budynków we wschodniej pierzei ulicy; kilka przedwojennych kamienic pozostawiono wyłącznie w pierzei zachodniej. Poszerzoną ulicę zabudowano budynkami biurowymi – siedzibami ministerstw, centralnych zarządów i zjednoczeń (tzw. dzielnica ministerstw). W kwietniu 1949 roku oddano również do użytku nowo wybudowany odcinek między Alejami Jerozolimskimi i ul. Widok.
W kolejnych latach pomysł odbudowy ulicy Kruczej jako dzielnicy wyłącznie biurowej został uznany za błędny z powodu pustoszenia tej części miasta po godzinie 17. Dlatego po 1956 uzupełniono zabudowę o bloki mieszkaniowe. Ostatnim zrealizowanym w jej obrębie budynkiem był otwarty 1 października 1957 „Grand Hotel” Orbisu z 416 pokojami (obecnie Mercure Grand Hotel).
W latach 1950–1972 ulica stanowiła ciąg trasy trolejbusowej – kursowały nią trzy linie: 51, 53 i 54.

## Ważniejsze obiekty
- Kamienica Jakuba Zalewskiego (dr 3)
- Mercure Grand Hotel (nr 28)
- Państwowa Agencja Atomistyki (nr 36)
- Ministerstwo Aktywów Państwowych (nr 36)
- Rządowe Centrum Legislacji (nr 36)
- Ministerstwo Rolnictwa i Rozwoju Wsi (ul. Wspólna 30)
- Główny Urząd Nadzoru Budowlanego (nr 38/42)
- Centralny Dom Towarowy, obecnie biurowiec Cedet (nr 50)

## Inne informacje
- Pod numerem 26 znajdowała się kamienica Łęckich uwieczniona przez Bolesława Prusa w powieści „Lalka”[11][1].
- Podczas budowy biurowca Zaułek Piękna u zbiegu ulic: Kruczej, Mokotowskiej i Pięknej natrafiono na żelbetonowy schron Ringstand 58c (tzw. tobruk) z 1944, jeden z elementów umocnień Twierdzy Warszawa (Festung Warschau). Schron został wykopany i przekazany do Muzeum Powstania Warszawskiego[12].

## Galeria

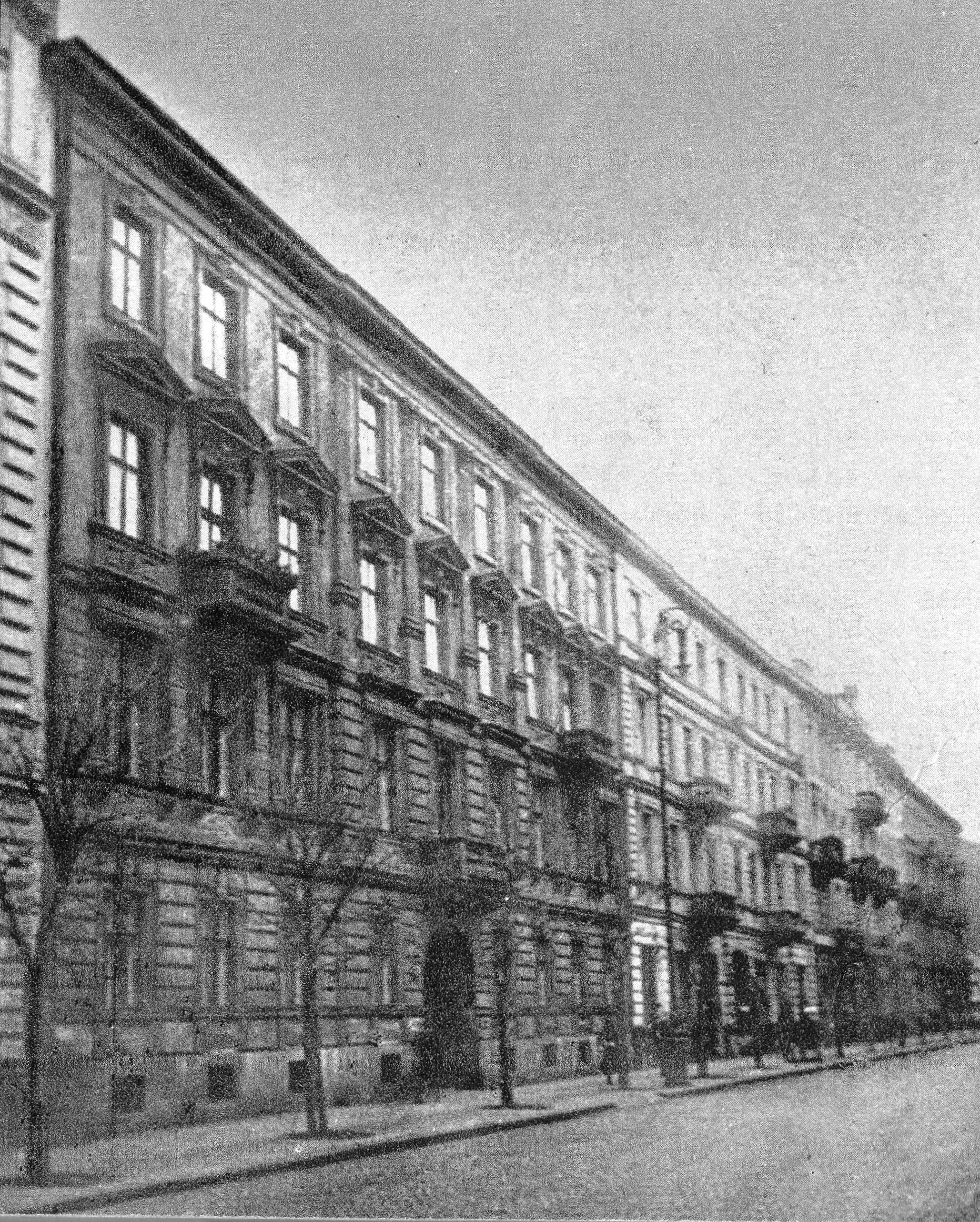
Zabudowa ul. Kruczej między ulicami Piusa XI (Piękną) i Wilczą przed 1939 rokiem
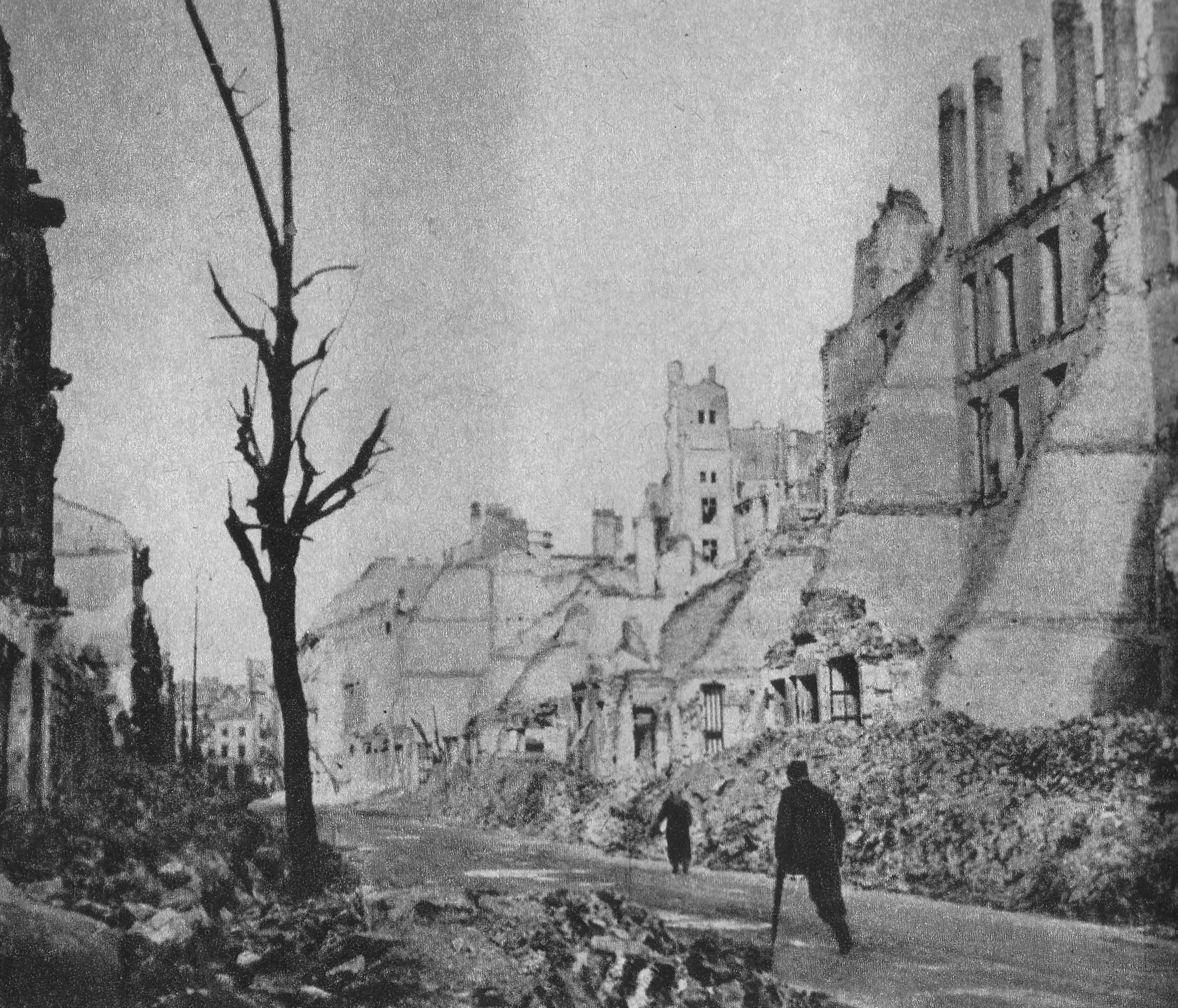
Ulica w 1945 roku
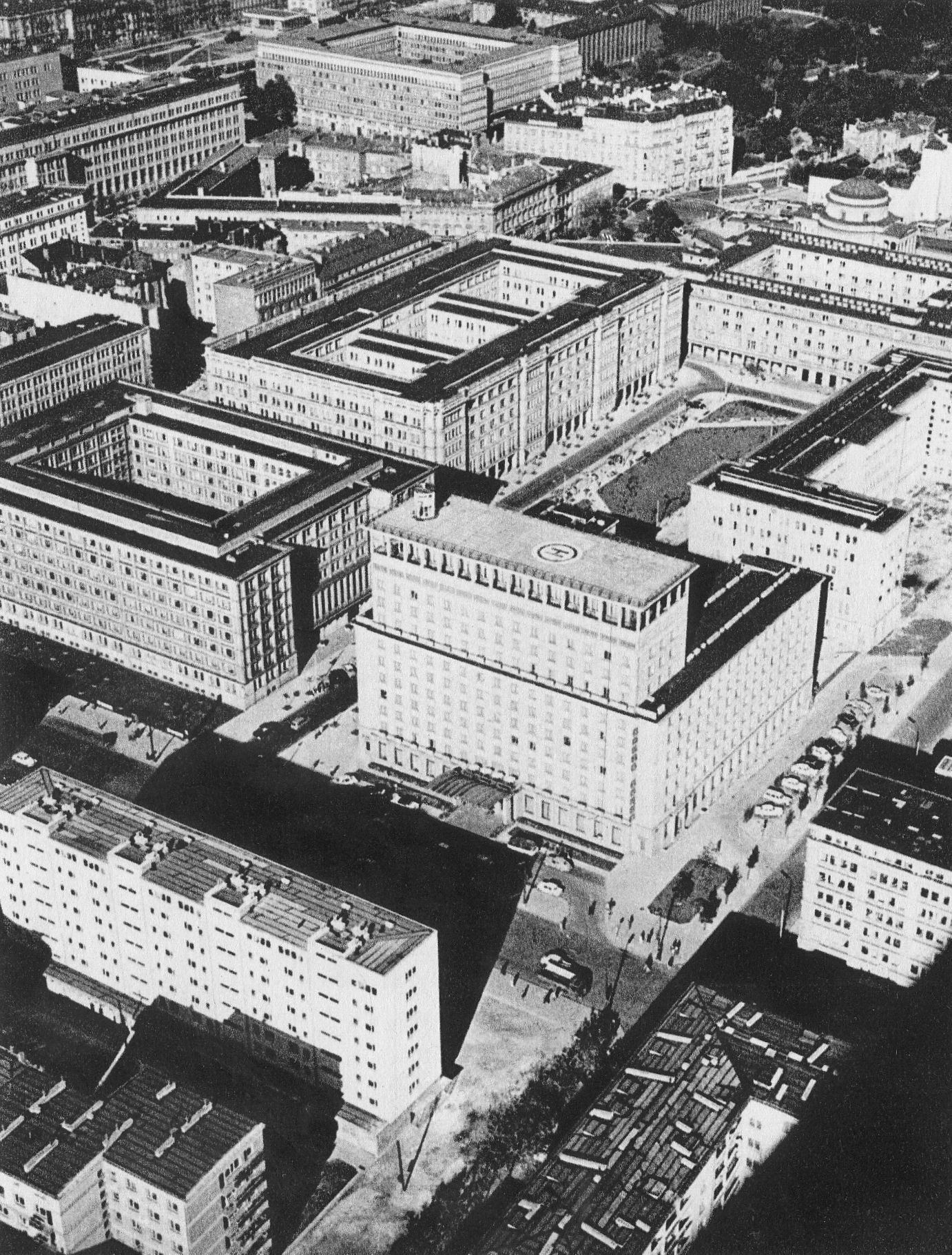
Tzw. dzielnica ministerstw, na pierwszym planie dawny hotel Grand
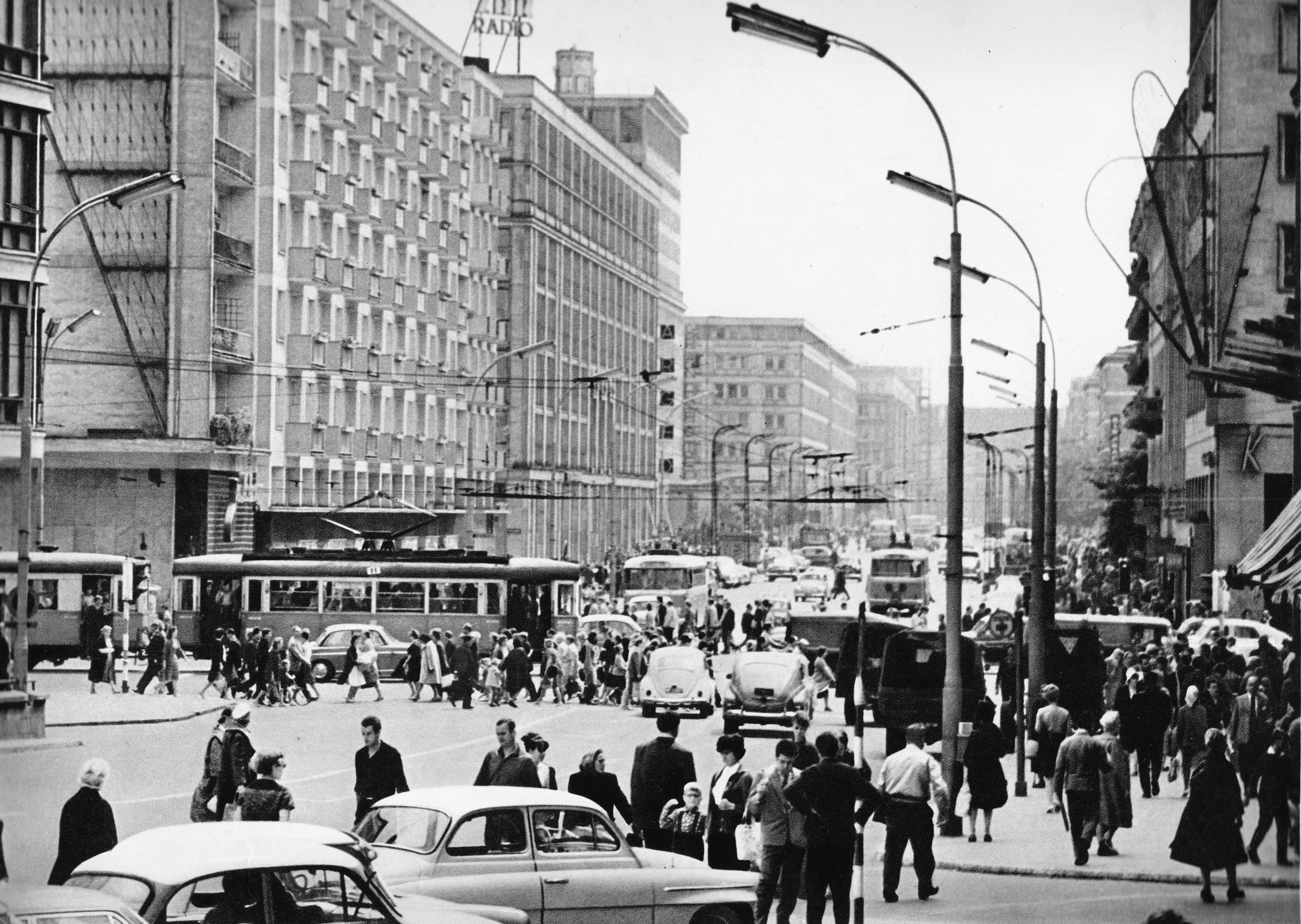
Skrzyżowanie ul. Kruczej i Alej Jerozolimskich. Lata 60. XX wieku
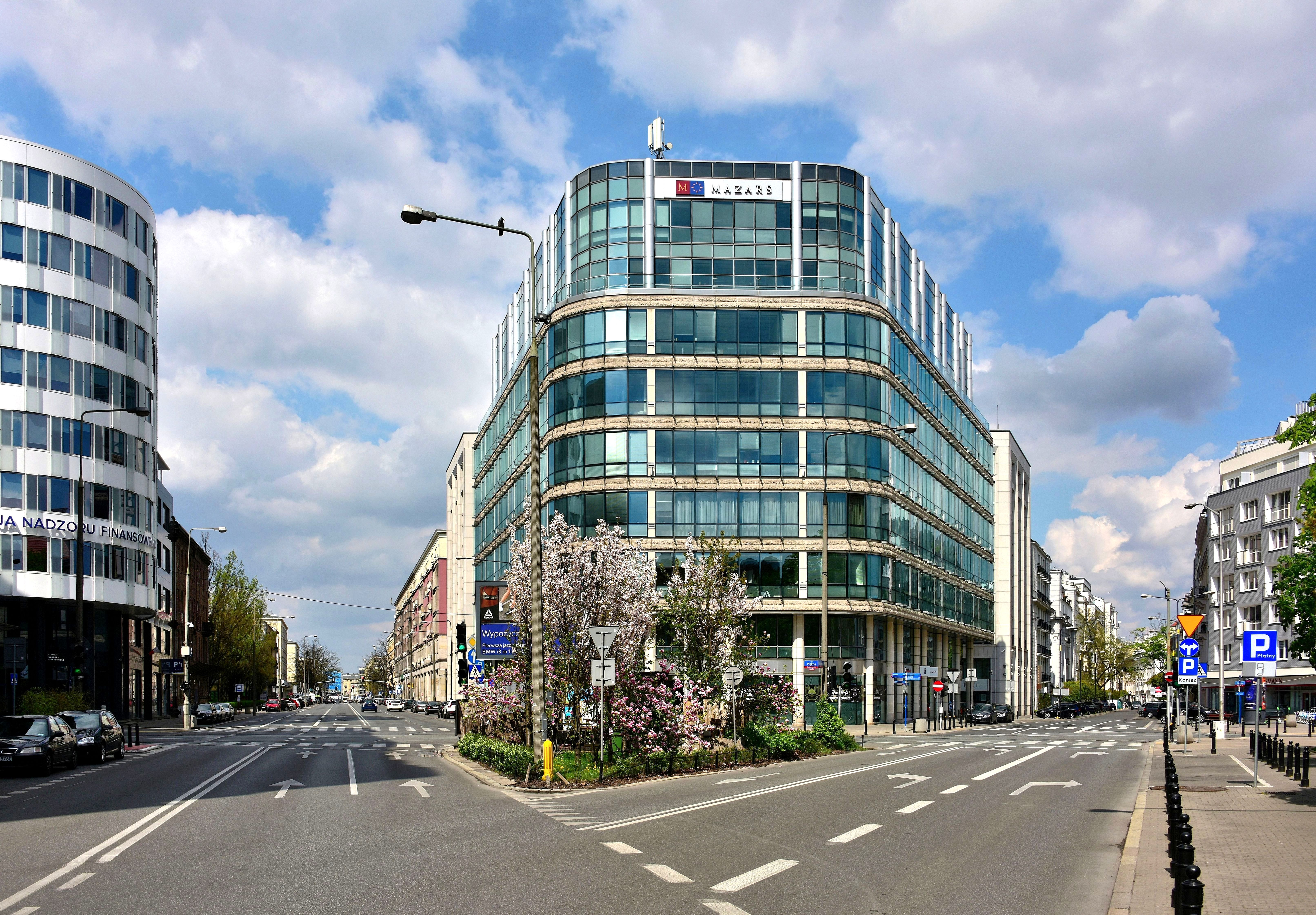
Ulica Krucza (z lewej) u zbiegu z ulicą Mokotowską (z prawej)
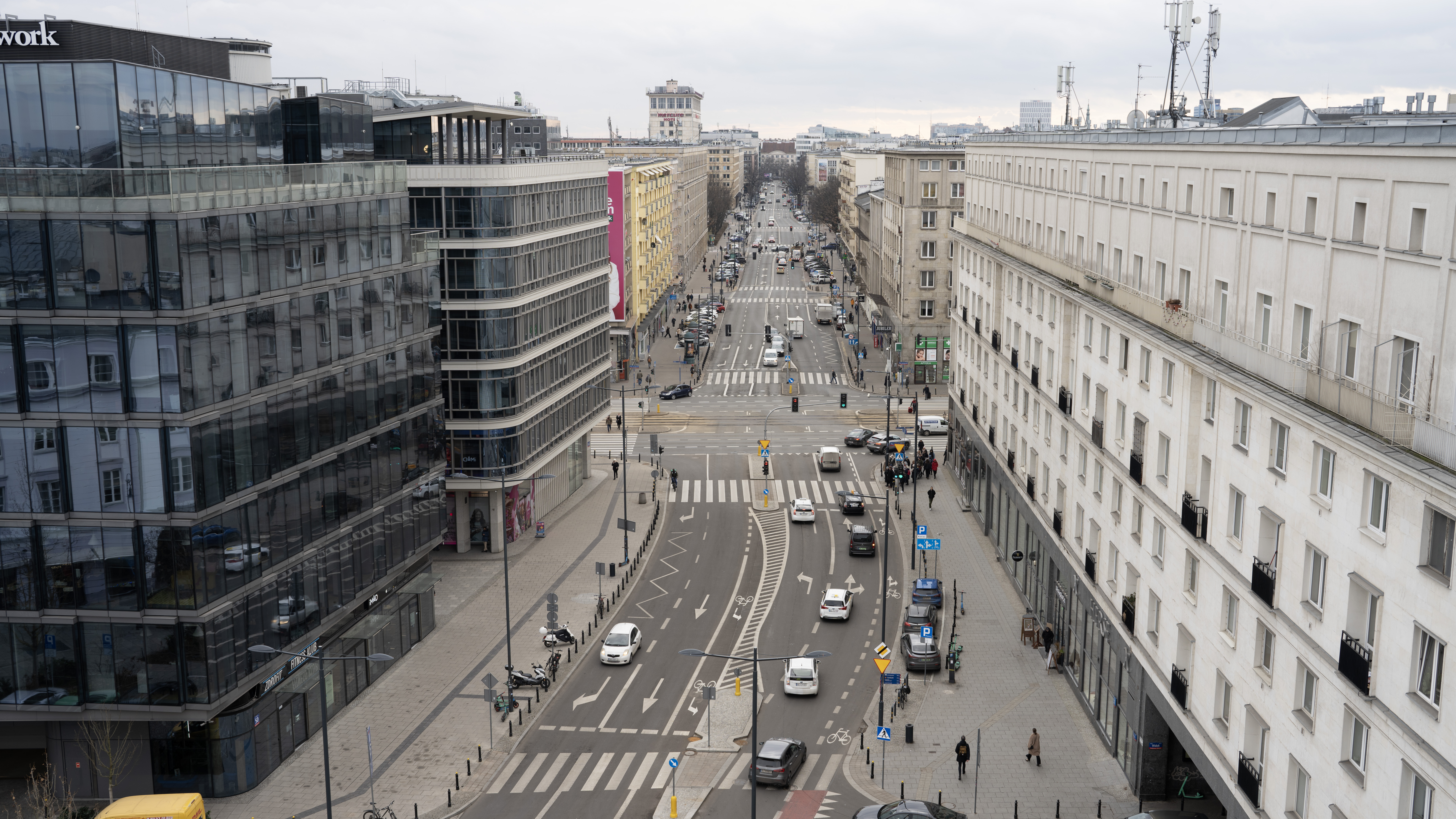
Panorama ulicy Kruczej w kierunku południowym (2025)